# Дергачёв, Дмитрий Андронович
Дмитрий Андронович Дергачёв (1923–1945) — ефрейтор Рабоче-крестьянской Красной Армии, участник Великой Отечественной войны, Герой Советского Союза (1945).

## Биография
Родился 19 мая 1923 года в селе Богородское (ныне — Троицкий административный округ Москвы) в русской крестьянской семье. Окончил семь классов школы, затем курсы механизаторов. Работал в колхозе, занимался ремонтом сельскохозяйственной техники.
В январе 1942 года был призван на службу в Рабоче-крестьянскую Красную Армию. Принимал участие в боях на Калининском, 1-м Украинском и 1-м Белорусском фронтах. Участвовал в боях в Калининской области, освобождении Украинской ССР. К январю 1945 года ефрейтор Дмитрий Дергачёв командовал орудием 1054-го артиллерийского полка 416-й стрелковой дивизии 5-й ударной армии 1-го Белорусского фронта. Отличился во время освобождения Польши.
14 января 1945 года во время прорыва вражеской обороны в ходе наступления советских войск с Магнушевского плацдарма подавлял вражеские огневые точки, способствуя продвижению стрелковых частей вперёд. К середине того же дня было освобождено местечко Буды Аугустовске, после чего пехотинцы и артиллеристы начали двигаться в направлении близлежащей железной дороги, намереваясь перерезать её. В бою Дергачёв, находившийся в передовых частях, получил ранение в руку, однако он не покинул поля боя. Когда из-за переезда появились немецкие самоходные установки, подбил две из них, но и сам получил смертельное ранение осколком снаряда. С воинскими почестями он был похоронен в Буды Аугустовске.
Указом Президиума Верховного Совета СССР от 24 марта 1945 года за «образцовое выполнение боевых заданий командования на фронте борьбы с немецкими захватчиками и проявленные при этом отвагу и геройство» посмертно был удостоен звания Героя Советского Союза. Также был награждён орденом Ленина и медалью.
В честь Дергачёва названа школа, в которой он учился.